# Безтіньовий бокс

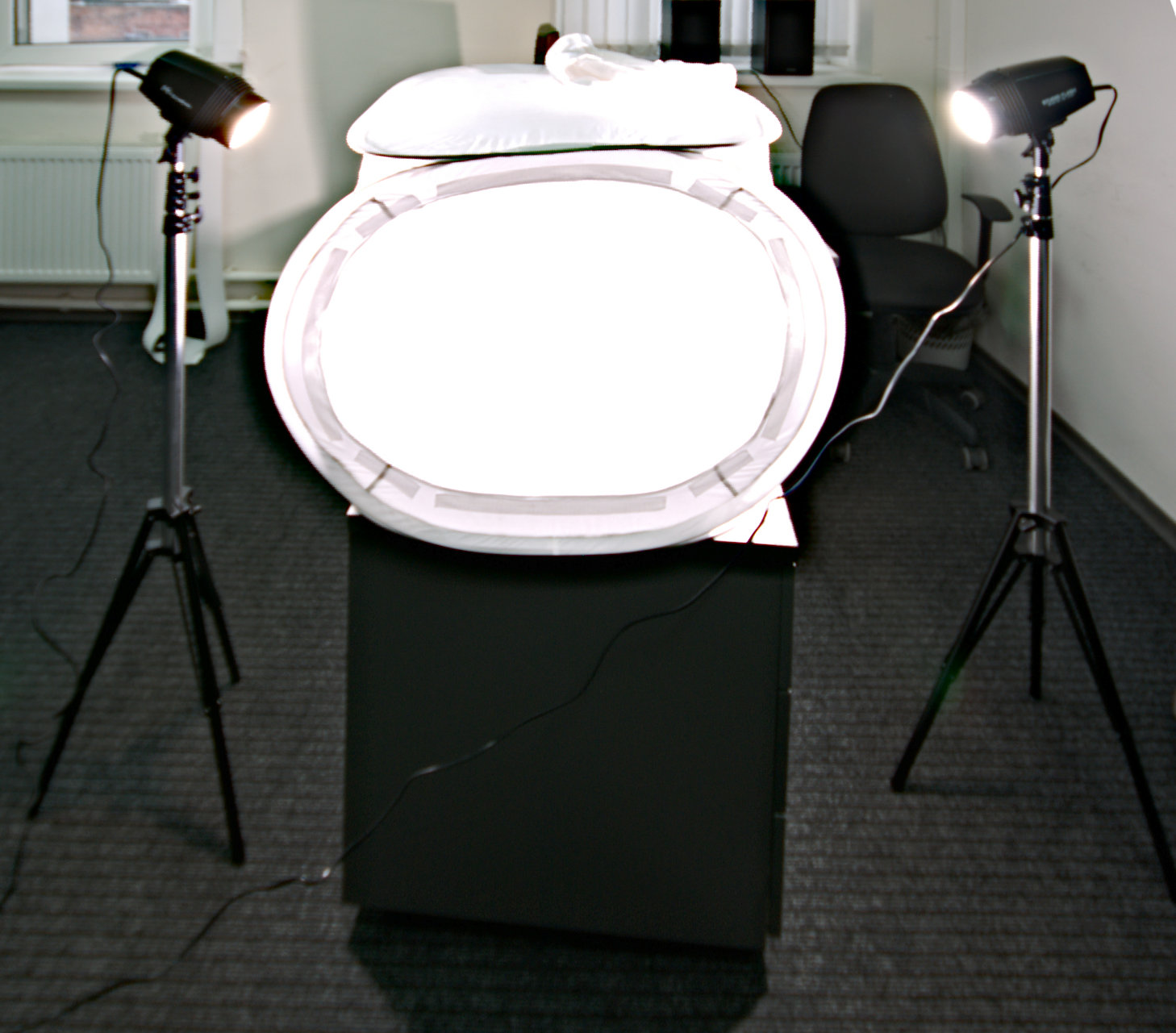
Безтіньовий бокс в момент спрацювання фотоспалаху

Безтіньовий бокс (лайткуб, світловий куб, кублайт, англ. lightcube, cubelite) — пристрій для якісної безтіньової предметної зйомки і макрозйомки. Конструкція являє собою металевий каркас з білою тканиною.
В найпростішому варіанті використовується одне джерело світла, для найкращого результату 2-4 джерела. Також часто використовується синхронізація фотоспалахів.
Використання безтіньового боксу дозволяє обійтися без софтбоксу, фотопарасоль та інших розсіювачів.